# Tito Vestricio Espurina
Tito Vestricio Espurina (en latín: Titus Vestricius Spurinna; c.24 - 105) fue un senador romano que vivió a mediados del siglo I y principios del siglo II, y desarrolló su cursus honorum bajo Claudio, Nerón, la dinastía Flavia, Nerva y Trajano. Fue cónsul sufecto en dos ocasiones: la primera posiblemente en el año 72, y la segunda en el año 98 como colega del propio emperador Trajano. 
Espurina fue uno de los corresponsales de Plinio el Joven, además de su amigo personal y modelo a seguir, y también era escritor y mecenas, según Plinio, los banquetes en su casa se enriquecían habitualmente con escenas de comedia romana.
Plinio admiraba a Espurina por su vida activa pero ordenada como septuagenario. Le gustaba conversar, leer y escribir, hacer ejercicio y bañarse. Su dieta era sencilla pero saludable, y disfrutaba del pleno uso de sus facultades, manteniéndose tanto física como mentalmente vigoroso durante su vejez.

## Orígenes familiares
Según Ronald Syme, no hay constancia del origen de Espurina, de quien afirma ser "presuntamente de la Regio XI Transpadana". También agrega que tanto su gentilicium como su cognomen son etruscos, afirmando que el primero aparece solo una vez más en la península itálica, en una inscripción en Florentia.

## Carrera política
Espurina aparece por primera vez en la historia durante el Año de los Cuatro Emperadores, cuando Apio Annio Galo, uno de los generales del emperador Otón, lo puso al mando de una vexillatio de unos 3000 hombres, para guarnecer Placentia, mientras Galo ocupaba Verona. Los hombres de Espurina eran bastante indisciplinados, demasiados ansiosos por enfrentarse a sus contrapartes del bando Viteliano ante la noticia de que el general Aulo Cecina Alieno se encontraba cerca de Placentia. Cuando trató de mantener su fuerza dentro de la ciudad, las tropas amenazaron con amotinarse; entonces Espurina fingió ingeniosamente aceptar sus demandas. Al día siguiente, los soldados marcharon fuera de la ciudad; cuando llegó la noche, se sorprendieron con la noticia de que debían construir un campamento. Según la práctica romana estándar, esto incluiría cavar una zanja y erigir un muro alrededor del fuerte. Cuando los legionarios empezaron a cambiar de opinión sobre si era buena idea salir al encuentro de las tropas enemigas, sus oficiales aprovecharon la oportunidad para elogiar "la previsión de Espurina al seleccionar Placentia como fortaleza". En ese momento los hombres accedieron y marcharon de regreso a Placentia, donde se pusieron a trabajar con entusiasmo para mejorar las fortificaciones de la ciudad.
El papel de Espurina en la Primera batalla de Bedriacum no está registrado; Syme señala que Tácito le permite "desaparecer, tal vez por misericordia: no hay registros de su paradero durante la batalla o durante la rendición". Es posible que Tácito se enterara de la participación de Espurina en la guerra civil gracias a este último; Syme sugiere lo mismo, luego en una nota al pie de página admite, "Sin embargo, no es que el relato de Tácito deba derivar directamente de Espurina, aunque él todavía estaba vivo alrededor del año año 105".
Además de su consulado sufecto alrededor del año 72 bajo el reinado de Vespasiano se dice que "no ocupó ningún cargo bajo Domiciano después de que se volvió deshonroso hacerlo", pero cuando Nerva asumió el trono, Espurina fue nombrado gobernador de Germania Inferior para el periodo 97-98, a la edad de 73 años. En esa época fue honrado con una estatua triunfal por su triunfo sobre los Brúcteros, y pasa a formar parte del consilium augusti de este último emperador, así como de su sucesor, Trajano.

## Familia
La esposa de Espurina se llamaba Cocia, posiblemente era una mujer mucho más joven que él, con ella tuvo al menos un hijo al que Plinio llama Vestricio Cocio, que murió alrededor de los años 97-98 antes de que comenzara su carrera política.